# Arluno
Arluno je italská obec v metropolitním městě Milano v oblasti Lombardie.
V roce 2015 zde žilo 11 882 obyvatel.

## Poloha
Sousední obce jsou: Casorezzo, Corbetta, Nerviano, Ossona, Parabiago, Pogliano Milanese, Santo Stefano Ticino, Sedriano, Vanzago a Vittuone.

## Vývoj počtu obyvatel
Zdroj: 